# Ernesto Grillo
Ernesto Grillo (* 1. Oktober 1929 in Buenos Aires, Argentinien; † 18. Juni 1998 ebenda) war ein argentinischer Fußballspieler. In Argentinien für CA Independiente und die Boca Juniors aktiv, spielte er auch für drei Jahre in Italiens Serie A beim AC Mailand. Für die argentinische Fußballnationalmannschaft lief Grillo 21 Mal auf.

## Karriere

### Vereinskarriere
Ernesto Grillo, geboren 1929 in Argentiniens Hauptstadt Buenos Aires, begann mit dem Fußballspielen beim Verein CA Independiente aus Avellaneda, einem industriellen Vorort seiner Heimatstadt. Im Jahr 1949 wurde er dabei in die Profimannschaft des Vereins aufgenommen. In einer Zeit, als die beiden großen Vereine aus Avellaneda – Independiente und der Rivale Racing Club – zu den entscheidenden Mannschaften im Meisterschaftsrennen zählten und von 1948 bis 1951 vier Jahre in Folge den Landesmeister stellten, reifte Grillo bei Independiente zum Stammspieler heran. Zwischen 1949 und 1957 brachte es der Angreifer auf insgesamt 192 Ligaspiele im Rahmen der Primera División, in denen ihm 90 Torerfolge für seinen Verein gelangen. Ein Meistertitel sprang in dieser Zeit jedoch nicht heraus. Erst nach Ernesto Grillos Abschied von Independiente Avellaneda brach für den Verein die erste große Erfolgsära an, die ihren Höhepunkt in den beiden Triumphen in der Copa Libertadores in den Jahren 1964 und 1965 fand.
Ernesto Grillo verließ Independiente Avellaneda im Sommer 1957. Er ging nach Europa in die italienische Eliteliga Serie A und schloss sich dem dortigen Spitzenverein und amtierenden Meister AC Mailand an. Dabei folgte Grillo einem Trend, der in den ausgehenden Fünfzigerjahren eine ganze Reihe südamerikanischer Spieler, darunter beispielsweise sein Landsmann Omar Sívori, den Brasilianer José Altafini oder Uruguays 1950er-Weltmeister Juan Schiaffino, zu Italiens finanzkräftigen Topklubs auf Mailand und Turin verschlagen ließ. Auch Ernesto Grillo vermochte es, sich in der mit Ausnahmekönnern wie Altafini, Nils Liedholm oder Cesare Maldini besetzten Mannschaft der AC Mailand durchzusetzen und avancierte zur Stammkraft im Angriff der Mailänder. Nach einer relativ schwachen ersten Spielzeit mit nur Platz neun nach Ende aller Spieltage, gelang der Mannschaft von Trainer Giuseppe Viani in der Serie A 1958/59 der Titelgewinn durch einen ersten Rang mit drei Punkten Vorsprung vor der AC Florenz. Bereits zwei Jahre zuvor hatte man – als amtierender Meister für den Europapokal der Landesmeister 1957/58 qualifiziert – im Landesmeistercup das Endspiel erreicht und traf dort auf das berühmte Weiße Ballet von Real Madrid. Nachdem es nach dem Ablauf der regulären Spielzeit 2:2 gestanden hatte – Ernesto Grillo traf zum zwischenzeitlichen 2:1 für Milan in der 77. Minute – unterlag Mailand erst durch ein Tor von Francisco Gento in der 107. Spielminute mit 2:3.
1960 endete Ernesto Grillos Zeit bei der AC Mailand, er ging wieder zurück in seine argentinische Heimat und verlebte bei den Boca Juniors erneut eine sehr erfolgreiche Zeit. In den Jahren 1962, 1964 und 1965 konnte dreimal die argentinische Meisterschaft gewonnen werden. Zudem erreichte man in der Copa Campeones de América 1963 das Endspiel und scheiterte erst dort mit 2:3 und 1:2 am großen FC Santos um Pelé. Letztlich spielte Ernesto Grillo von 1960 bis 1966 für die Boca Juniors und kam in dieser Zeit auf 88 Ligaspiele, wobei ihm elf Treffer gelangen. Nach Ende der Saison 1966 beendete Grillo seine fußballerische Laufbahn im Alter von 37 Jahren.

### Nationalmannschaft
Insgesamt brachte es Ernesto Grillo zwischen 1952 und 1958 auf 21 Einsätze im Trikot der argentinischen Fußballnationalmannschaft. Dabei gelangen ihm acht Treffer. Abgesehen von der Teilnahme am Campeonato Sudamericano 1955 in Chile, das man auch gewann, blieben dem Angreifer allerdings große Turniere wie eine Fußball-Weltmeisterschaft verwehrt. Das Weltturnier 1958 in Schweden verpasste er auch aus dem Grund, da es damals nicht gern gesehen war, als Argentinier in Europa zu spielen, man hatte in diesem Fall schlichtweg kaum eine Chance auf Nationalmannschaftseinsätze.

## Erfolge
- Italienische Meisterschaft: 1×

1958/59 mit der AC Mailand
- Argentinische Meisterschaft: 3×

1962, 1964 und 1965 mit den Boca Juniors
- Copa América: 1×

1955 mit Argentinien